# Peter Celsing
Peter Celsing (født 29. januar 1920 i Oscars kirkesogn i Stockholm, død 16. marts 1974 i Lovö kirkesogn i Stockholms län) var en svensk arkitekt og professor i arkitektur ved Kungliga Tekniska högskolan (KTH).

## Liv og karriere
Peter Celsing læste på Kungliga Tekniska högskolan i Stockholm 1944 og på Kungliga Konsthögskolan i 1946, og var i nogen tid ansat både hos Ivar Tengbom og Paul Hedqvist. Lysten til ny inspiration gav ham to års arbejde og rejser til Mellemøsten og Middelhavsområdet. Fra 1948 til 1952 var han chef for AB Stockholms Spårvägars tegnestue, hvor han designede flere af metrostationerne i Stockholms Tunnelbana, f.eks. Gubbängen, Åkeshov, Hökarängen og Blackeberg.
Han blev udnævnt til professor i arkitektur ved KTH i 1960 og brugte sin pædagogiske erfaring derfra i løbet af 1950'erne. Celsing er blevet kendt for sine kirkebygninger og moderne bygninger i Stockholms City. Mest berømt er Kulturhuset ved Sergels Torg fra 1966 (indviet i 1974) og det tilstødende Riksbankshuset ved Brunkebergstorg, indviet i 1970.
Celsing døde den 16. marts 1974 i kølvandet på en hjernetumor.

## Familie
Peter Celsing tilhørte adelsslægten Celsing og var søn af bankdirektør Folke von Celsing og Margareta Norström samt bror til diplomaten Lars von Celsing. Peter Celsing var fra 1948 gift med Birgitta Dyrssen (1922–2004), datter af ritmester Thorsten Dyrssen og Gunhild Lipton. Deres fælles søn er arkitekt og professor Johan Celsing.

## Udvalgte bygningsværker
- Härlanda Kirke, Göteborg
- Den svenske Victoriamenighed i Berlin
- Sankt Thomas Kirke i Vällingby, Stockholm
- Bolidens Kirke i Boliden, Västerbottens län
- Shells gamle tankstation i Stockholm, Strandvägen
- Blackebergs tunnelbanestation
- Nacksta Kirke, Sundsvall
- Kulturhuset i Stockholm
- Riksbankshuset
- Villa Klockberga, privatbolig på Lovön, uden for Stockholm
- Villa Friis, privatbolig på Lovön
- Filmhuset på Gärdet, Stockholm
- Olaus Petri Kirke, Stockholm
- Stiftelsen Gratia Dei og Den himmelska glädjens kapell i Kristianstad.
- Almtunakirken i Uppsala
- Stockholms Studentersamfunds nye hus i Uppsala
- Renovering og udvidelse af Universitetsbiblioteket Carolina Rediviva, Uppsala
- Ekonomikum (tidligere Humanistcentrum eller Humanistiskt-samhällsvetenskapligt centrum, HSC), Uppsala
- Ombygning af Operakällaren, Stockholm (sammen med Nils Tesch), inklusiv den nye "folkecafé" med indretning af Celsing.

## Billeder
- Sankt Thomas Kirke i Vällingby
- Kulturhuset i Stockholm
- Riksbanken i Stockholm
- Härlanda Kirke i Göteborg
- Filmhuset i Gärdet, Stockholm